# Вокзальна вулиця (Пирятин)
Вокзальна ву́лиця (колишня: Абаканська) — вулиця у місті Пирятині (Лубенського району Полтавської області), що прокладена від річки Удай до залізничної станції «Пирятин». 

## З історії
Вулиця, як така, виникла з появою залізниці у місті Пирятині, тобто наприкінці XIX ст. і вела від вокзалу — до Удаю. Початковою назвою вулиці тривалий час лишалась — Вокзальна. Нумерація будинків вулиці ведеться у бік залізничного вокзалу. 
Вулиця перетинається з вулицями — Січових Стрільців, Зоряною, Успенською, Європейською, а також з неї беруть початок провулки — Мрійний, Лубенський та інші. Поблизу перетину з вулицею Європейською, Вокзальна має невеликий рельєфний підйом по висоті.
У 1975 році вулиця дістала назву Абаканська, перейменування було здійснено на честь російського міста Абакан (Хакасія), яке було містом-побратимом Пирятина. Підставою для тісних стосунків міст був той факт, що саме в Абакані у грудні 1941 року почалось формування 309-ї Червонопрапорної ордена Кутузова стрілецької дивізії (2-го формування), яка у вересні 1943 року відзначилася у боях за визволення міста від німецько-фашистських загарбників й одержала почесне найменування «Пирятинської».
Майдан перед залізничним вокзалом, на якому розташований сквер та нечисельні магазини і кафе, нерідко неформально називають Привокзальною площею.
У серпні 2022 року вулиці було повернуто історичну назву — Вокзальна.

## Об'єкти
На вулиці Вокзальній (буд. № 102) розташований вокзал залізничної станції «Пирятин», станційні будівлі та деякі інші установи (заклади) міста, зокрема:
- буд. № 54 — дитсадок № 3 «Берізка»;
- буд. № 69 — Пирятинська філія ВАТ «Полтаванафтопродукт».

На вулиці розташовані і деякі місцеві осередки громадських організацій і політичних партій. 
Забудова Вокзальної вулиці у Пирятині — радянська, присутні як житлові багатоквартирні будинки, так і приватна забудова.
На Вокзальній вулиці у сквері біля залізничної станції, в радянський час, а саме 1960 року встановлено пам'ятник-погруддя В. І. Леніну з оргскла (нині — демонтований).

## Виноски
1. ↑  Пирятин: довідник підприємств на bizinua.info
2. ↑  Реєстр громадських організацій (Пирятина)[недоступне посилання з травня 2019] на Сайт Пирятинського районного управління юстиції[недоступне посилання з травня 2019]
3. ↑  Леніну В. І. пам'ятники // За ред. А. В. Кудрицького. Полтавщина : Енцикл. довід.. — К. : УЕ, 1992. — С. 1024. — ISBN 5-88500-033-6. — С. 456